# ابزارگرایی
ابزارگرایی یا ابزارانگاری (Instrumentalism) در فلسفه علم دیدگاهی است که بر اساس آن یک نظریه علمی، یک ابزار مفید برای درک جهان محسوب می‌شود. یک مفهوم یا یک نظریه باید به واسطه اینکه چقدر مؤثر یک پدیده را شرح می‌دهد و پیش‌بینی می‌کند، ارزیابی شود، تا اینکه چقدر با دقت واقعیت عینی را توصیف می‌کند.
ابزارگرایی از مناظره میان ضد واقع‌گرایی و واقع‌گرایی فلسفی یا علمی دوری می‌کند. که شاید بهتر باشد آن را به عنوان غیرواقع‌گرایی توصیف کنیم. ابزارگرایی پایه‌های ارزیابی را از اینکه آیا پدیده‌های مشاهده شده در واقع وجود دارند یا نه، به سمت تحلیل اینکه آیا نتایج ارزیابی مطابق با پدیده مشاهده شده‌است یا خیر، منتقل کرد.

## پی‌نوشت‌ها
1. ↑  http://en.wikipedia.org/wiki/Instrumentalism